# تور غريفز
تور غريفز (بالتايلندية: ต่อ ศรีอาชวนนท์)‏ هو سائق سيارة سباق ومهندس تايلاندي، ولد في 26 مارس 1972 في ناخون باتوم في تايلاند.

## وصلات خارجية
- تور غريفز على موقع DriverDB.com (الإنجليزية)

- الموقع الرسمي